# Джанет Гейнър
Джанет Гейнър (на английски: Janet Gaynor) е американска актриса.

## Биография
Носителка е на „Оскар“ за най-добра женска роля през 1928 година. Това е единственият случай, когато Оскар се дава за 3 филма едновременно като оценява приносите за цялата година вместо за една-единствена роля. Джанет Гейнър е на 22 години, когато получава Оскар и до средата на 80-те години остава най-младата актриса, получила тази престижна награда. Тя е една от малкото холивудски актриси, която осъществява успешно прехода от нямото кино към включването на звука във филмите.
Има общо три брака, като последният е с продуцента Пол Грегъри. Има един син от втория си брак. През 1982 г. преживява тежка катастрофа и умира две години по-късно отчасти вследствие на травмите от нея.

## Избрана филмография
| Година | Филм         | Оригинално заглавие | Роля    | Режисьор       |
| ------ | ------------ | ------------------- | ------- | -------------- |
| 1927   | 7-ото небе   | 7th Heaven          | Даян    | Франк Борзейги |
| 1928   | Уличен ангел | Street Angel        | Анджела | Франк Борзейги |